# Tanker
A tanker (vagy tartályhajó vagy tankhajó) olyan hajó, amelyet folyadékok vagy gázok ömlesztett szállítására vagy tárolására terveztek. A tartályhajók fő típusai közé tartozik a ol kőolajszállító tartályhajó, a vegyianyag-szállító tartályhajó, a teherszállító hajók és a gázszállító. A tartályhajók olyan árucikkeket is szállítanak, mint a növényi olajok, melasz és bor. Az Egyesült Államok Haditengerészetének és Katonai Sealift Parancsnokságában a más hajók tankolására használt tartályhajókat utántöltőknek (ha szárazraktárak ellátására is alkalmas) nevezik, de sok más haditengerészet használja a tanker és a replenishment tanker kifejezéseket. A tartályhajókat először a 19. század végén fejlesztették ki, vas- és acéltestekkel és szivattyúrendszerekkel. 2005-ben valamivel több mint 4000 tanker és 10 000 szupertanker vagy még nagyobb működött világszerte.

## Leírása
A tartályhajók kapacitása több száz tonnától, amely magában foglalja a kis kikötők és partmenti települések kiszolgálására szolgáló hajókat, a több százezer tonnáig terjedő nagy távolságú fuvarozásig terjedhet. Az óceáni vagy tengeri tartályhajók mellett léteznek speciális belvízi tartályhajók is, amelyek folyókon és csatornákon közlekednek, átlagos rakománykapacitásuk eléri a néhány ezer tonnát. Alábbi termékek széles skáláját szállítják tartályhajók:
- Szénhidrogén termékek, például olaj, cseppfolyósított PB-gáz (LPG) és cseppfolyósított földgáz (LNG)
- Vegyszerek, például ammónia, klór és sztirol monomer
- Friss víz
- Bor
- Melasz
- Citruslé

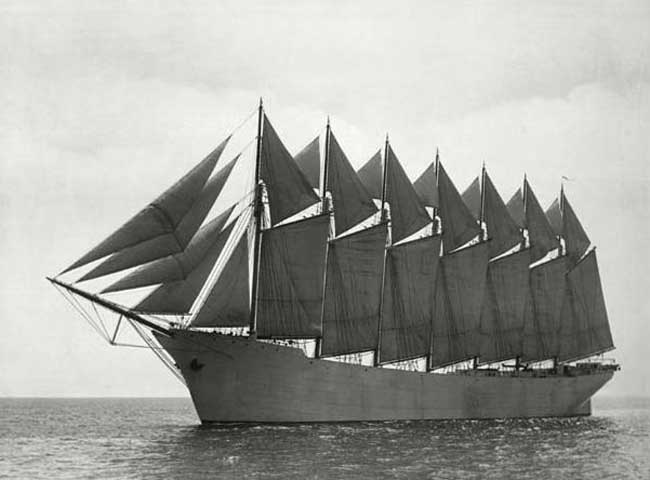
A Thomas W. Lawsont (1902), 1906-ban a világ első vitorlás tartályhajójává alakították át

A tartályhajók egy viszonylag új fogalom, a 19. század későbbi éveiről származik. Ezt megelőzően a technológia egyszerűen nem támogatta az ömlesztett folyadékok szállításának ötletét. A piac sem ömlesztett rakomány szállítására vagy értékesítésére irányult, ezért a legtöbb hajó különféle termékek széles skáláját szállította különböző rakterekben, és rögzített útvonalakon kívül kereskedett. A folyadékokat rendszerint hordókba rakták – innen ered a „tonna” kifejezés, amely a rakterek térfogatára utal, vagyis hány tunnát vagy hordó bort lehet szállítani. Még a legénység túléléséhez létfontosságú ivóvizet is hordókban tárolták. Az ömlesztett folyadékok szállítása a korábbi hajókon számos problémát okozott:
- A rakterek: a fahajókon a rakterek nem voltak elég víz-, olaj- vagy légtömörek ahhoz, hogy megakadályozzák a folyékony rakomány megromlását vagy szivárgását. A vas és acél hajótestek fejlesztése megoldotta ezt a problémát.
- Betöltés és ürítés: Az ömlesztett folyadékokat szivattyúzni kell – a hatékony szivattyúk és csőrendszerek fejlesztése létfontosságú volt a tartályhajó fejlesztése szempontjából. A gőzgépeket a korai szivattyúrendszerekhez fejlesztették ki. Mostantól a parton is szükség volt a dedikált rakománykezelő létesítményekre – akárcsak az ilyen mennyiségű termék átvételének piaca. A hordókat közönséges darukkal lehetett kirakni, és a hordók körülményes jellege miatt a folyadék mennyisége mindig viszonylag kicsi volt – így a piac stabilabb volt.
- Szabad felületi hatás : a hajó fedélzetén szállított nagy mennyiségű folyadék befolyásolja a hajó stabilitását, különösen akkor, ha a folyadék a hajó mozgására reagálva a raktér vagy a tartály körül áramlik. A hatás a hordókban elhanyagolható volt, de felborulást okozhat, ha a tartály kiterjeszti a hajó szélességét; a tartályok kiterjedt felosztásával megoldott probléma.

A tartályhajókat először az olajipar használta finomított üzemanyag ömlesztett szállítására a finomítóktól a vásárlókhoz. Ezt azután nagy tartályokban tárolnák a parton, és felosztanák az egyes helyekre történő szállításhoz. A tartályhajók használata elterjedt, mert a többi folyadékot is olcsóbb volt ömlesztve szállítani, erre kijelölt terminálokon tárolni, majd felosztani. Még a Guinness sörfőzde is tartályhajókkal szállította a stoutot az Ír-tengeren .

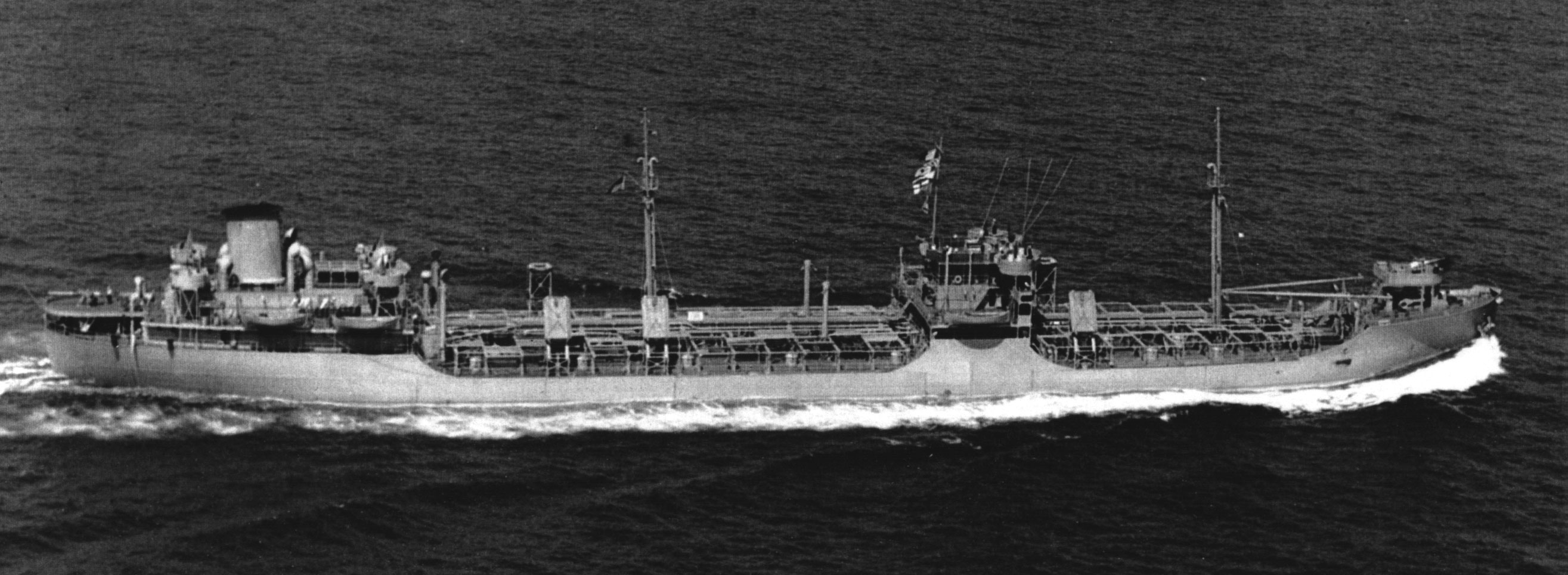
Az amerikai haditengerészet egyik T2 tankhajója 1943-ban

A különböző termékek eltérő kezelést és szállítást igényelnek, speciális változatokkal, mint a veszélyes vegyi anyagok, olaj- és olajszármazékok, illetve cseppfolyósított földgáz kezelésére kifejlesztett „vegyi tartályhajók”, „olajszállító tartályhajók” és „LNG-szállító tartályhajók”. Ezek a széles változatok tovább különböztethetők attól függően, hogy csak egyetlen terméket szállítanak, vagy egyidejűleg vegyes rakományokat, például több különböző vegyszert vagy finomított kőolajterméket szállítanak.  Az olajszállító tartályhajók közül a szupertankereket arra tervezték, hogy olajat szállítsanak Afrika szarván körül a Közel-Keletről. A 2010-ben leselejtezett Seawise Giant szupertanker hossza 458 m, szélessége 69 m. A szupertankerek a nagy mennyiségű olaj szállításának három előnyben részesített módjának egyike, a csővezetékes szállítás és a vasút mellett.
A szigorúbb szabályozás azt jelenti, hogy a tartályhajók ma kevesebb olajszennyezésből eredő környezeti katasztrófát okoznak, mint az 1970-es években. Amoco Cadiz, Braer, Erika, Exxon Valdez, Prestige és Torrey Canyon voltak a balesetek példái. A tartályhajókból kiömlött olaj 2020-ban három baleset után körülbelül 1000 tonnát tett ki (ez minden idők legalacsonyabb értéke), ami az 1979-es 92 baleset 636 000 tonnájához képest 99,8%-os csökkenést jelent.

## Tervezési szempontok
Sok modern tartályhajót egy adott rakományra és egy adott útvonalra terveztek. A merülést jellemzően a be- és kirakodó kikötők vízmélysége korlátozza; valamint a szorosok vagy csatornák mélysége az előnyben részesített hajózási útvonalon. A környezeti hőmérsékleten magas gőznyomású rakományokhoz túlnyomásos tartályokra vagy gőzvisszanyerő rendszerre lehet szükség. Tartályfűtőkre lehet szükség a nehéz kőolaj, a maradék üzemanyag, az aszfalt, a viasz vagy a melasz folyékony állapotban tartásához a kirakodáshoz. 

## A tartályhajók kapacitása
A folyékony üzemanyagokhoz használt tartályhajókat kapacitásuk szerint osztályozzuk:

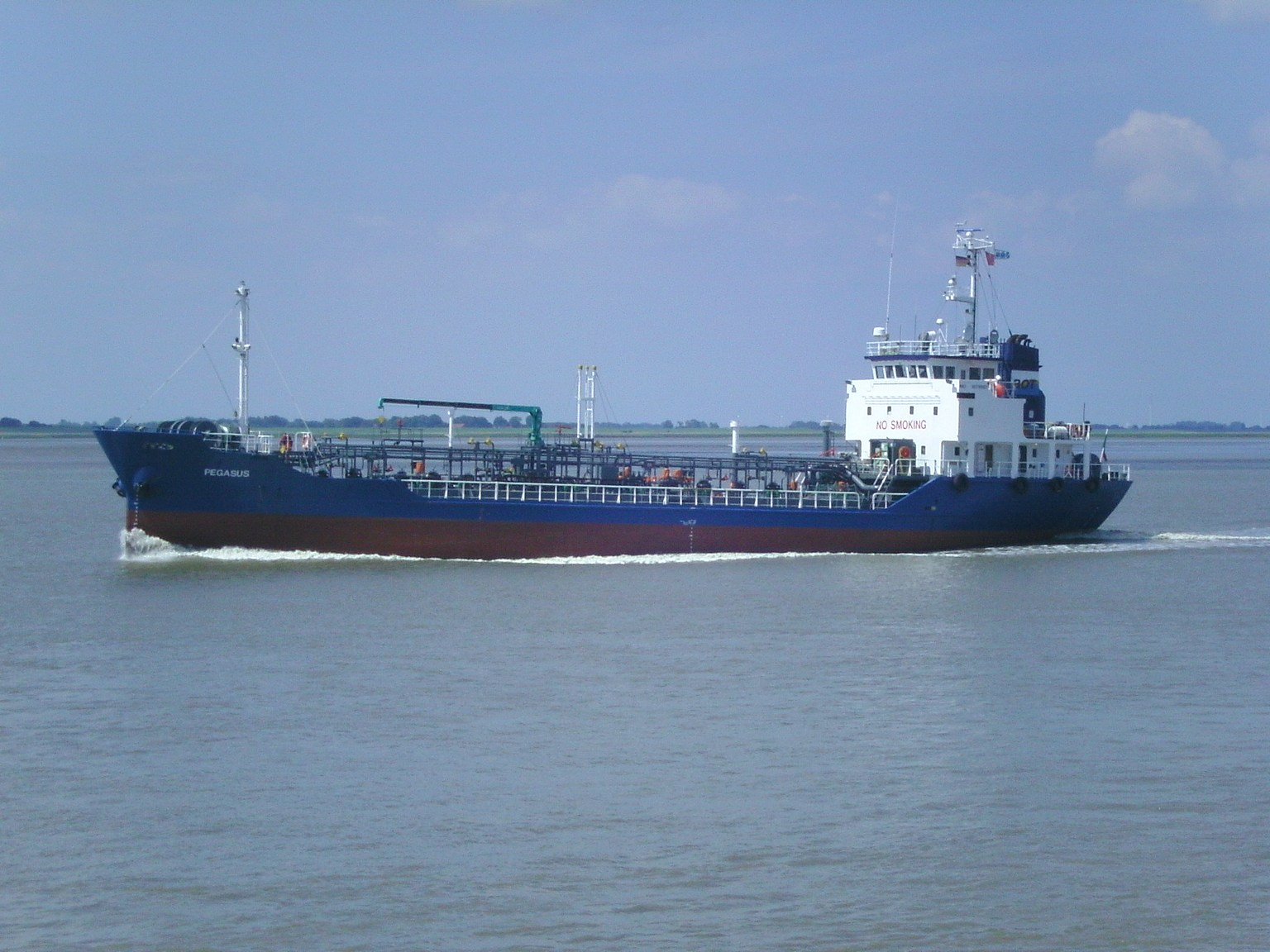
A Pegasus tengerparti tanker a Weser folyón

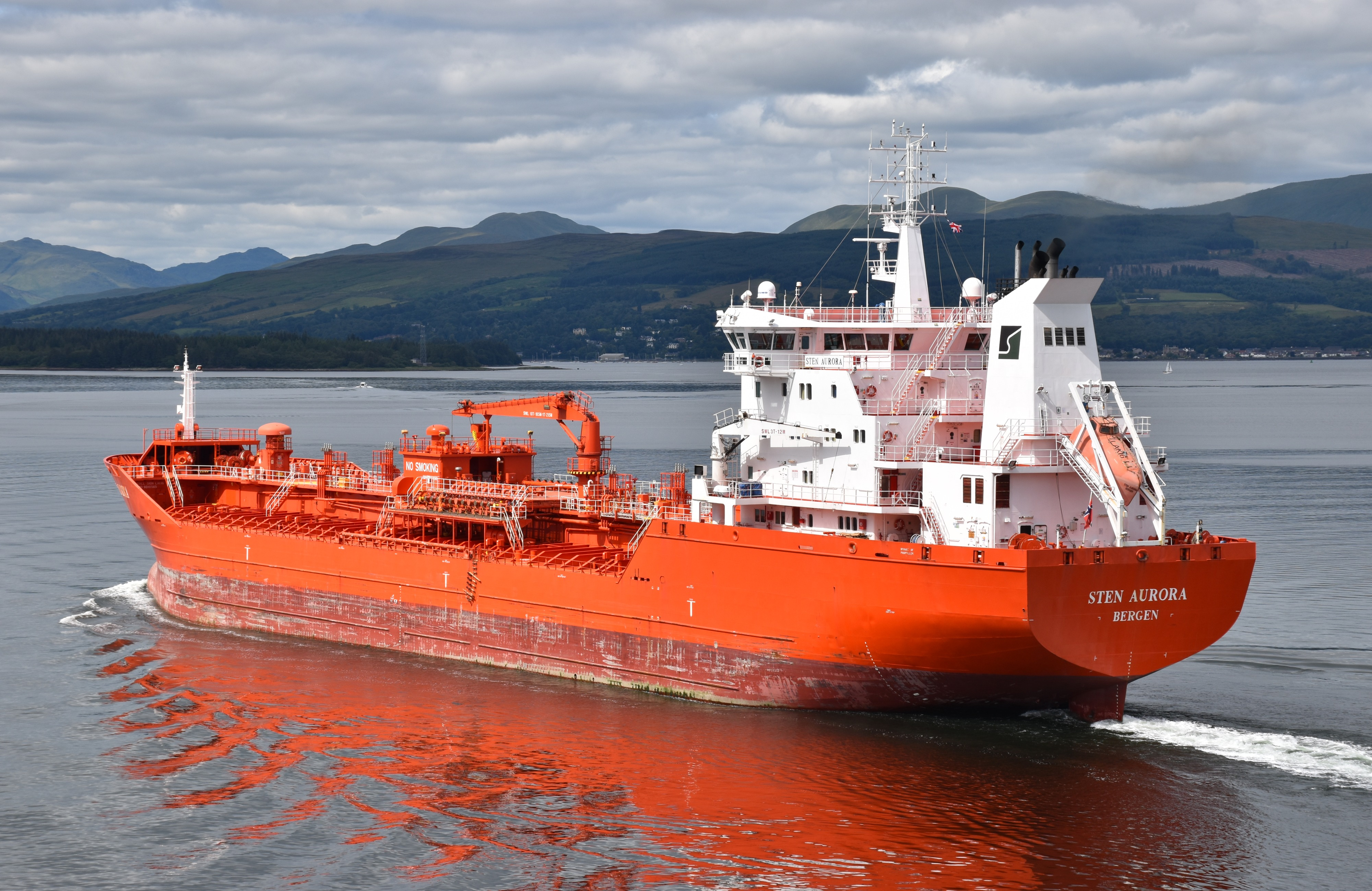
A Sten Aurora vegyianyag-szállító tartályhajó a Firth of Clyde-on

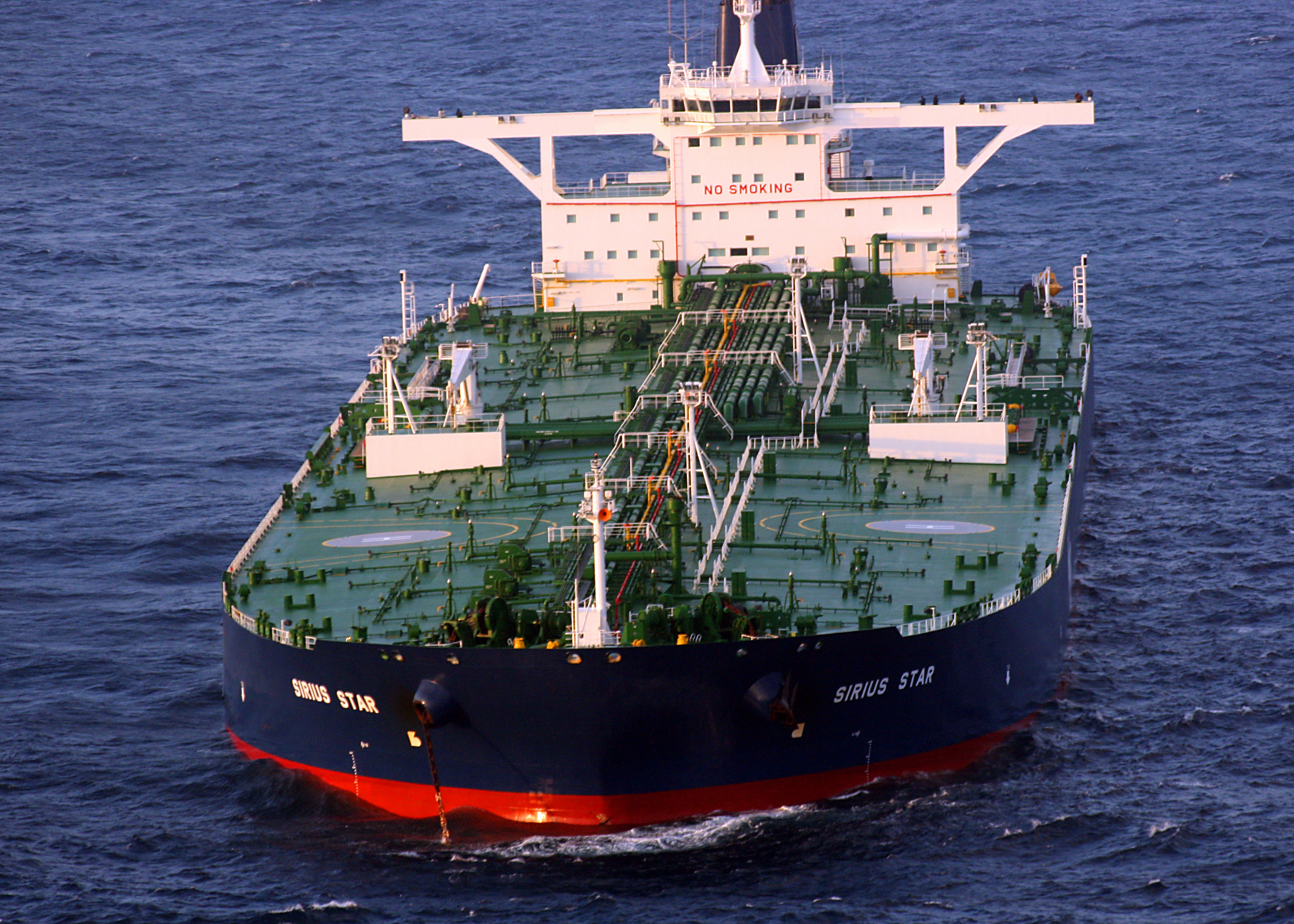
A Very Large Crude Carrier (VLCC) MV Sirius Star 2008-ban, miután szomáliai kalózok elfoglalták

1954-ben a Shell Oil kifejlesztette az átlagos fuvardíj-értékelési rendszert (AFRA), amely a különböző méretű tartályhajókat osztályozza. Annak érdekében, hogy független eszközzé tegye, a Shell konzultált a London Tanker Brokers' Panellel (LTBP). Eleinte általános célú csoportokat osztottak fel 25 000 tonna alatti tankerekre; Közepes hatótáv 25 000 és 45 000 t közötti hajókhoz és Large Range (később Long Range) az akkori hatalmas, 45 000 tonnánál nagyobb hajókra. A tankerek az 1970-es években egyre nagyobbak lettek, és a lista kibővült, ahol a tonnák metrikus tonnák:
- 10 000 DWT alatt: Extra kis tartályhajó
- 10 000–24 999 DWT: Kis tartályhajó
- 25 000–34 999 DWT: Köztes tartályhajó
- 35 000–44 999 DWT: Közepes tartomány 1 (MR1)
- 45 000–54 999 DWT: Közepes tartomány 2 (MR2)
- 55 000–79 999 DWT: Long Range 1 (LR1)
- 80 000–159 999 DWT: Long Range 2 (LR2)
- 160 000–319 999 DWT: Very Large Crude Carrier (VLCC)
- 320 000–549 999 DWT: Ultra Large Crude Carrier (ULCC)
- 550 000-899 999 DWT: Hyper Large Crude Carrier (HLCC)
- 900 000-1 1 499 999 DWT: Mega Crude Carrier (MCC)
- Több mint 1 500 000 DWT: Giga Crude Carrier (GCC)

Nagyon nagy Crude Carrier méretválaszték
Közel 380 hajónál a 279 000–320 000 tonna mérettartományban a DWT messze a legnépszerűbb mérettartomány a nagyobb VLCC-k között. Csak hét hajó nagyobb ennél, és körülbelül 90 darab 220 000 és 279,000 t DWT közötti.

## A világ flottái
Mely államok lobogói alatt hajóznak
2005-ben az Egyesült Államok Tengerészeti Igazgatóságának statisztikái szerint világszerte 4024 tartályhajó 10 000 LT DWT vagy nagyobb. Ebből 2582 kettős héjú. Panama a tankerek vezető lobogója szerinti állam, 592 bejegyzett hajóval. Öt másik lobogó szerinti államban több mint kétszáz regisztrált tankhajó van: Libéria (520), a Marshall-szigetek (323), Görögország (233), Szingapúr (274) és a Bahamák (215). Ezek a lobogó szerinti államok a flotta méretét tekintve is az első hat helyen állnak a hordtömeg tekintetében.
A legnagyobb flották
Görögország, Japán és az Egyesült Államok a három legnagyobb tartályhajó-tulajdonos (beleértve a más országok tulajdonában lévő, de ott bejegyzett hajókat is), 733, 394 és 311 hajóval. Ez a három nemzet 1438 hajóval rendelkezik, ami a világ flottájának több mint 36%-át teszi ki.
Tankerépítők
Az ázsiai cégek uralják a tankhajók építését. A világ 4024 tankhajójából 2822 (több mint 70%) Dél-Koreában, Japánban és Kínában épült.

## További irodalom
1903-ban jelent meg a Petroleum Tables, William Davies, korábbi tankhajókapitány könyve, bár Davies maga nyomtatta ki a korábbi verziókat. Beleértve az ömlesztett olaj terjeszkedésére és zsugorítására vonatkozó számításait, valamint a tartályhajó tisztjei számára készült egyéb információkat is, több kiadást is megjelent, és 1915-ben a The Petroleum World megjegyezte, hogy ez „a számítások és átalakítások standard könyve”.

## Fordítás
- Ez a szócikk részben vagy egészben  a   Tanker (ship) című angol Wikipédia-szócikk ezen változatának fordításán alapul.  Az eredeti cikk szerkesztőit annak laptörténete sorolja fel. Ez a jelzés csupán a megfogalmazás eredetét és a szerzői jogokat jelzi, nem szolgál a cikkben szereplő információk forrásmegjelöléseként.